# Taylor (Arkansas)
Taylor – miasto w Stanach Zjednoczonych, w stanie Arkansas, w hrabstwie Columbia.